# ヴェズレー
ヴェズレー（Vézelay）はフランス中部のブルゴーニュ地方、ヨンヌ県の古都である。ベズレーとも表記する。

## 概要
丘上にあり、マグダラのマリアの遺骸（頭蓋骨）を移送したと主張するサント=マドレーヌ大聖堂などがある。「ヴェズレーの教会と丘」という名で1979年にユネスコの世界遺産に登録されている。中世自由都市のひとつ。1146年の復活祭の日（3月31日）では、この地で聖ベルナールが第二回十字軍を提唱した。またロマン・ロラン終焉の地でもある。
町の通りに埋め込まれている帆立貝の文様は、聖地サンティアゴ・デ・コンポステーラへの道しるべである。道はここから遠く、ピレネー山脈を越えてスペインへと続く。ヴェズレーから国境を越え、イベリア半島北西部に続く巡礼道である。この道も「フランスのサンティアゴ・デ・コンポステーラの巡礼路」として世界遺産に登録されている。

## 出身者
- テオドール・ド・ベーズ - 神学者